# Rue Auguste-Comte (Paris)
Pour les articles homonymes, voir Rue Auguste-Comte.
La rue Auguste Comte est une voie située dans le quartier de l'Odéon du 6e arrondissement de Paris.

## Situation et accès
Orientée est-ouest, longue de 435 mètres, elle commence au 66, boulevard Saint-Michel et se termine au 57, rue d’Assas. 
Elle est desservie par les trains de la ligne 12 à la station Notre-Dame-des-Champs et par ceux de la ligne B du RER à la gare du Luxembourg.

## Origine du nom

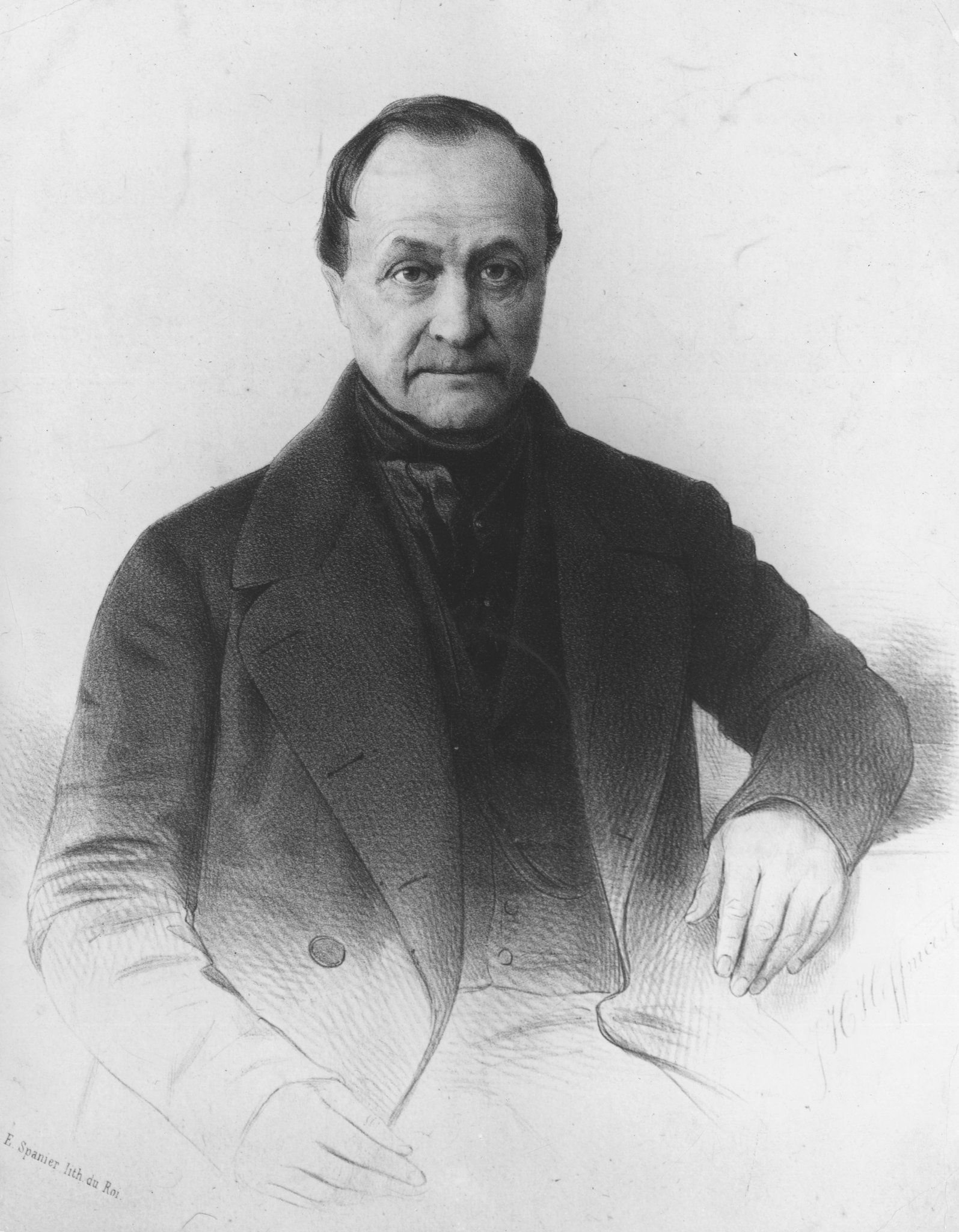
Auguste Comte.

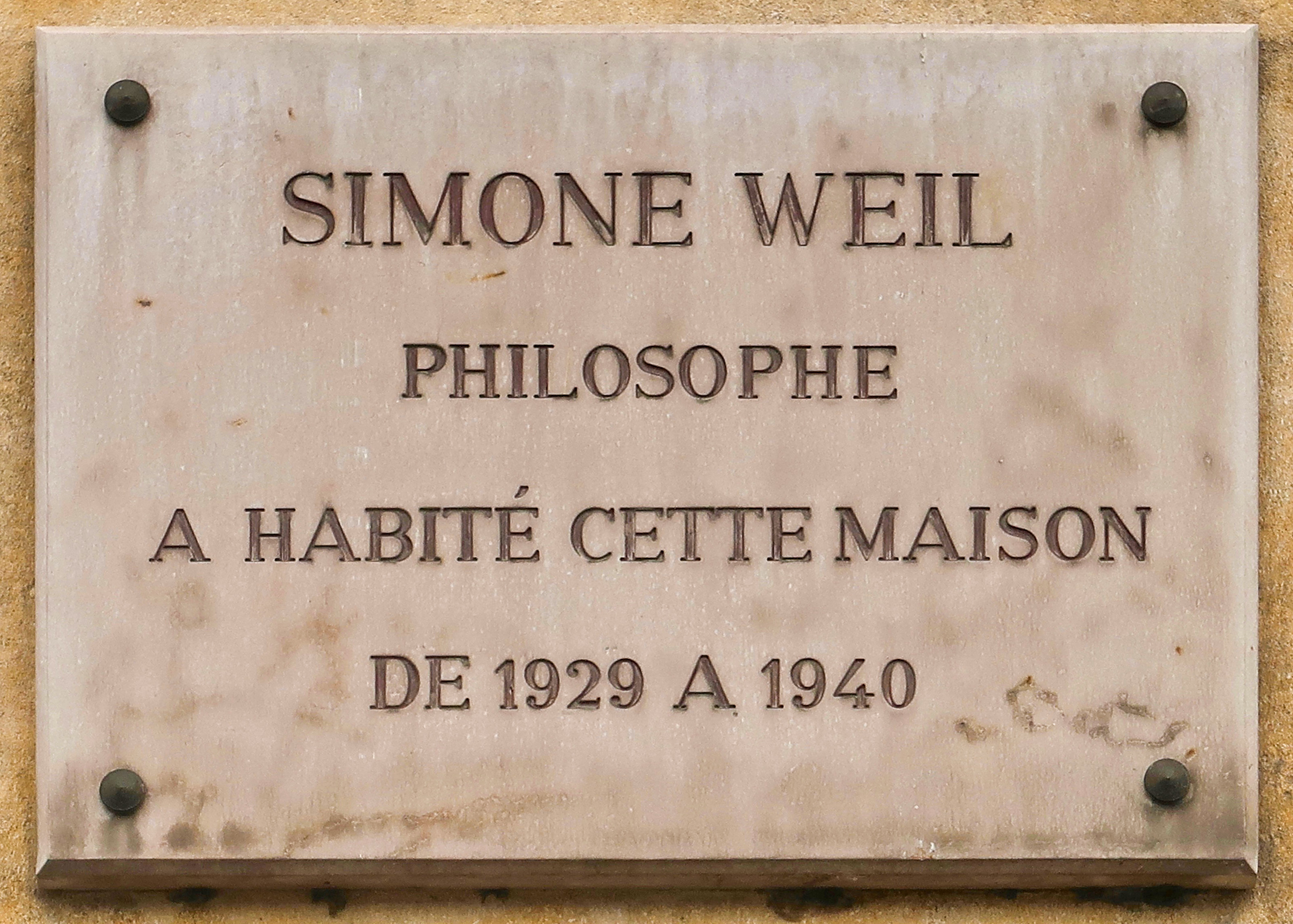
Plaque au no 3.

La voie est nommée en hommage à Auguste Comte (1798-1857) né Isidore Marie Auguste François Xavier Comte, mathématicien et philosophe français, qui fonda l'école positiviste.

## Historique
En 1866 est déclaré d'utilité publique le percement d'une rue dans l'axe de la rue de l'Abbé-de-L'Épée entre le boulevard Saint-Michel et la rue de l'Ouest (actuelle rue d'Assas) ; en 1873, cette nouvelle voie est incorporée à la rue de l'Abbé-de-L'Épée, mais cette section est, en 1885, renommée « rue Auguste-Comte ».
En 1963, sa partie située juste devant le jardin du Luxembourg, au niveau de l'avenue de l'Observatoire, prend le nom de « place André-Honnorat ». Sa partie située devant le jardin des Grands-Explorateurs Marco-Polo et Cavelier-de-la-Salle prend en 2011 le nom d'esplanade Gaston-Monnerville.

## Bâtiments remarquables et lieux de mémoire
- La rue longe le jardin du Luxembourg.
- Une partie des bâtiments de l'École nationale d'administration se trouvent dans cette rue.
- No 3 : appartement familial de la philosophe Simone Weil, qui y habite entre 1929 et 1940 ; une plaque lui rend hommage. En 1933, elle y héberge Léon Trotski[5]. Le peintre Jacques Thévenet a eu ici un atelier jusqu'à sa mort en 1989. La philosophe Estelle Binant habite au no 3 de 1987 à 1990.
- No 5 : immeuble construit en 1929 par l'architecte Henri Delormel, signé en façade ; l'architecte y avait son domicile[6]. Dès les années 1930 se trouve à cette adresse le siège des éditions Berger-Levrault[7].
- No 7 (et 1, avenue de l'Observatoire) : immeuble construit en 1923 par l’architecte Henri Delormel[8], qui habitait au no 5[6]. En 1939, l’immeuble est mis à prix au Palais de justice 1 800 000 francs[9].
- No 9 : bâtiment édifié en 1895 par l’architecte Yvon, comme le signale une plaque en façade ; à cette adresse se trouvent successivement le siège de l'École coloniale (1889-1934), l'École nationale de la France d'outre-mer (1934-1959), l'Institut des hautes études d'outre-mer (1959-1966), l'Institut international d'administration publique (1966-2002) puis des bâtiments appartenant à l'l'École nationale d'administration (depuis 2002).
- No 17 : lycée Montaigne.

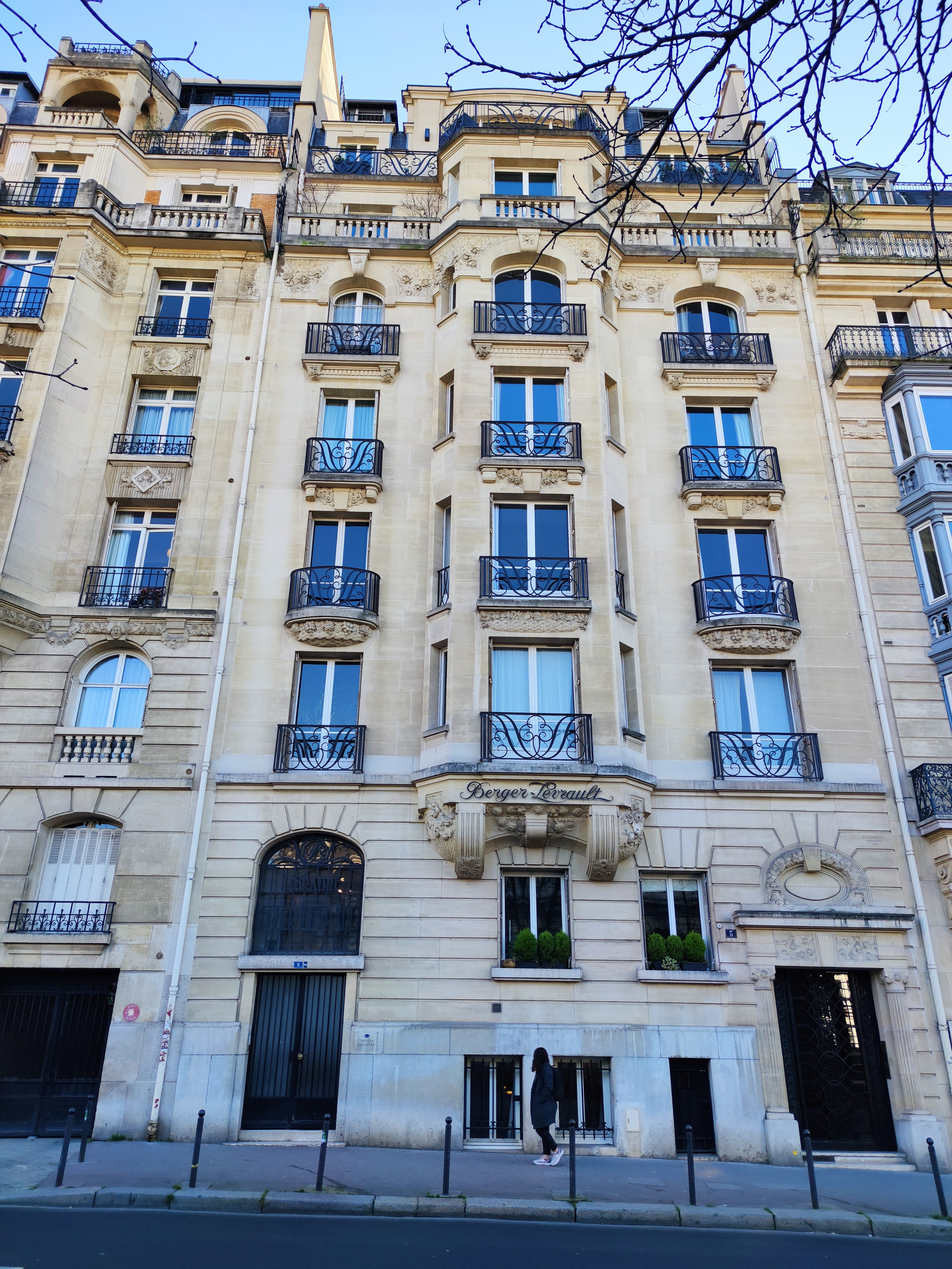
No 5.
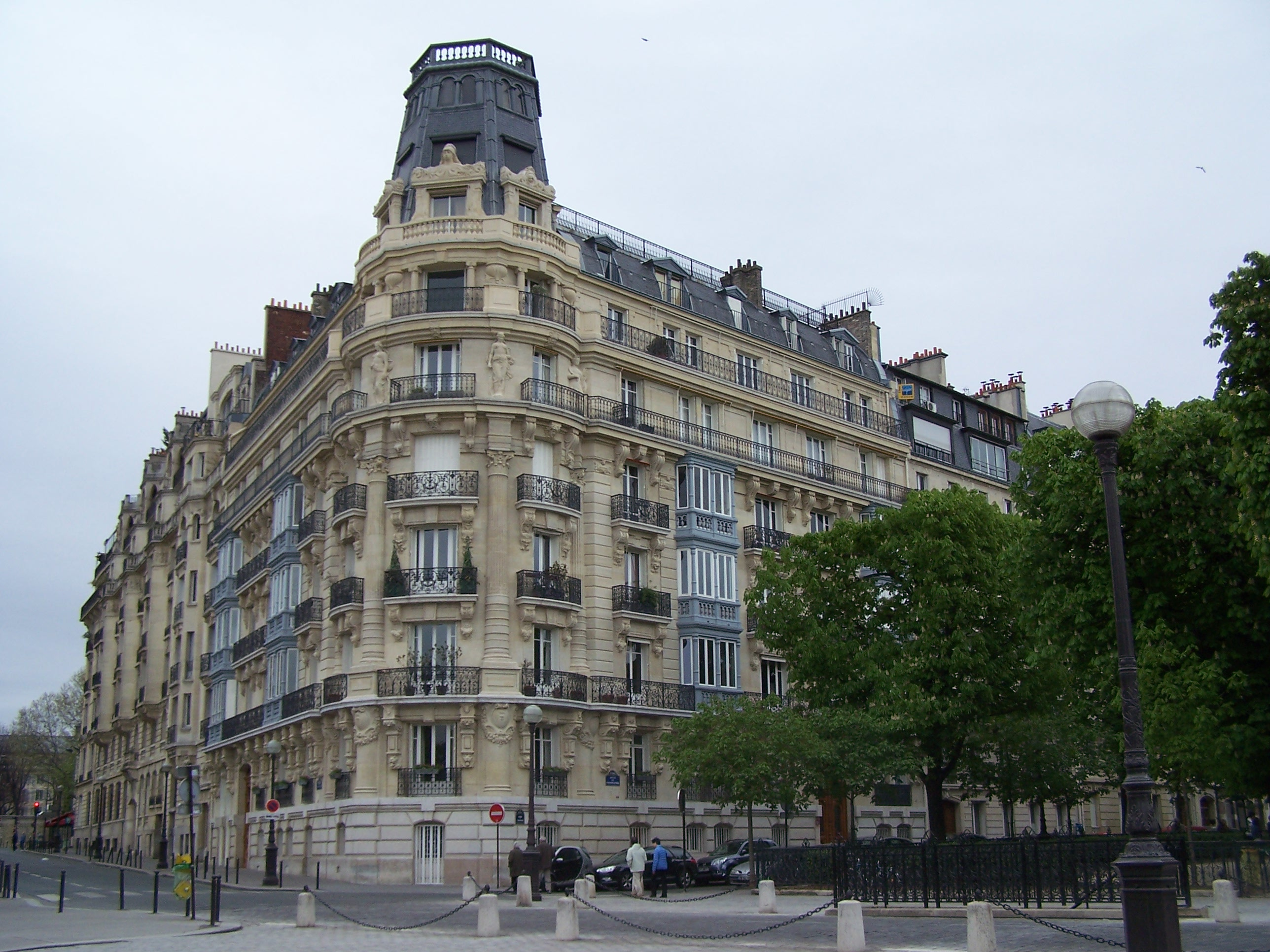
No 7.
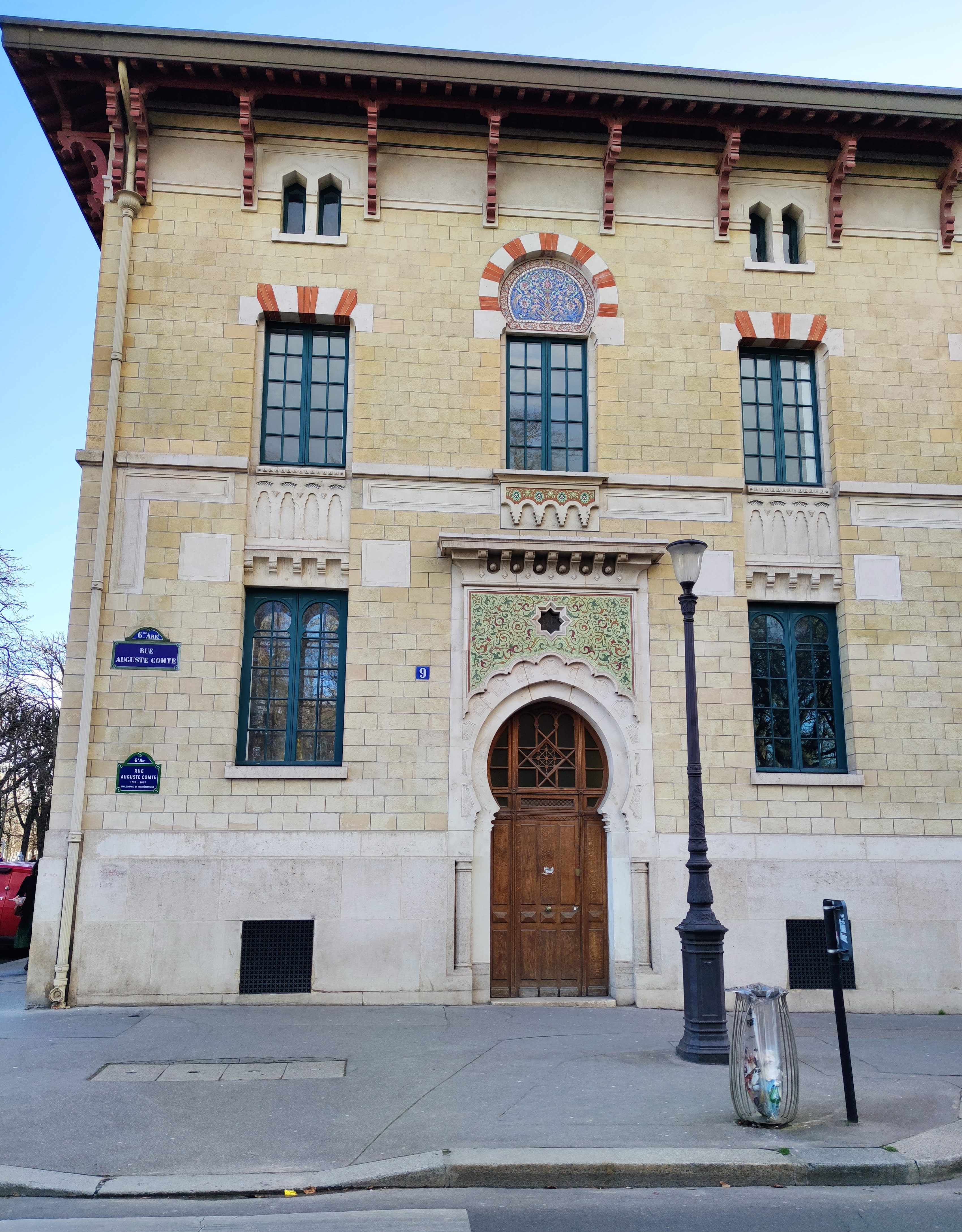
No 9.
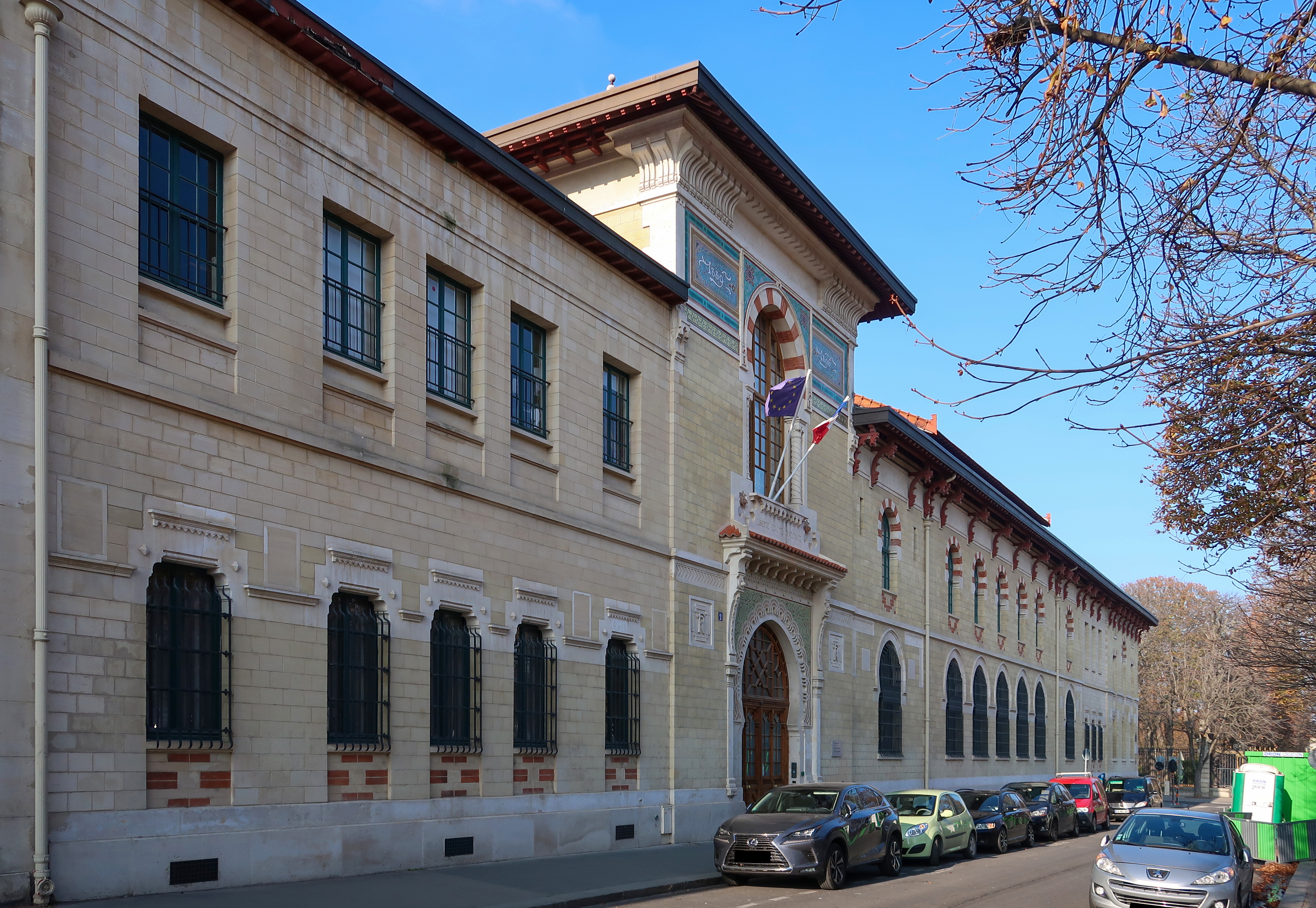
No 9 et 11 : locaux de l'École nationale d'administration.
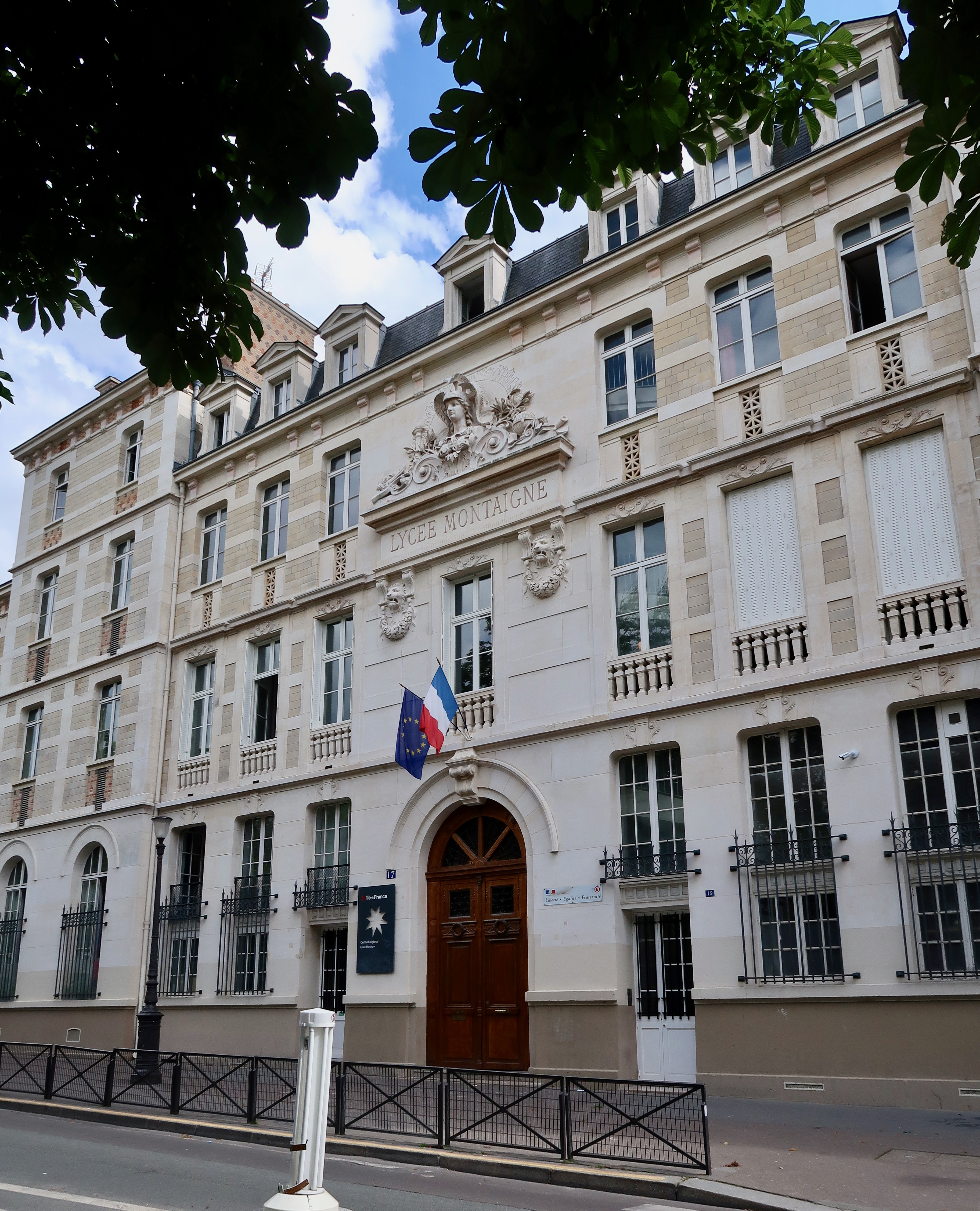
No 17 : lycée Montaigne.